# Cantó de Malakoff
El cantó de Malakoff és un antic cantó francès del departament dels Alts del Sena, que estava situat al districte d'Antony. Comptava amb el municipi de Malakoff.
Al 2015 es va unir al cantó de Montrouge.

## Municipis
- Malakoff

## Història
| Data d'elecció                           | Identitat         | Partit | Qualitat |
| ---------------------------------------- | ----------------- | ------ | -------- |
| 1985-1994                                | Léo Figuères      | PCF    |          |
| 1994-                                    | Catherine Margaté | PCF    |          |
| les dades anteriors no són pas conegudes |                   |        |          |
|                                          |                   |        |          |

## Demografia
| A partir de 1990: Població sense dobles comptes |